# Parafia Ducha Świętego w Rogoźnie
Parafia Ducha Świętego w Rogoźnie – rzymskokatolicka parafia w Rogoźnie, należy do dekanatu rogozińskiego archidiecezji gnieźnieńskiej. 

## Historia
Obecna świątynia poewangelicka powstała w latach 1808–1839 jako późno-klasycystyczny kościół halowy z neoromańską fasadą. Po II wojnie światowej została przekazana katolikom. 
1 grudnia 1965 roku ks. abp Antoni Baraniak utworzył w Rogoźnie parafię Ducha Świętego.
25 października 2015 roku, podczas uroczystej mszy świętej pod przewodnictwem Prymasa Polski abp. Wojciecha Polaka, kościół został konsekrowany.

## Proboszczowie
- ks. Stanisław Konitz (1965–1977)[2]
- ks. Zbigniew Maturski (1977–1986)[3]
- ks. Florian Żok (1986–1987 administrator, 1987–1994 proboszcz)[4]
- ks. Jan Pieczonka
- ks. kan. Eugeniusz Śliwa (2002–2022)[5]
- ks. kan. Adam Czechorowski (od 2022)[1]